# 茲韋尼霍羅德卡區
兹韦尼霍罗德卡區（烏克蘭語：Звенигородський район）又按俄语名译为茲韋尼哥羅德卡區，是烏克蘭切爾卡瑟州的一個區，行政中心設於兹韦尼霍罗德卡，人口数量为197,509人（2021年估计）。

## 历史
2020年7月18日作为乌克兰行政区划改革的一部分，切爾卡瑟州的区份数量减至4个，兹韦尼霍罗德卡区的面积显著增加。原卡泰里諾皮爾區、雷相卡區、什波拉區、塔利內區四个区全部，科爾孫-舍甫琴柯夫斯基區及霍羅迪謝區部分区域，以及州辖市瓦图季内合并至兹韦尼霍罗德卡区。改革前兹韦尼霍罗德卡区的面积为1,010平方公里，2020年人口数量为42,176人。

## 行政区划
兹韦尼霍罗德卡区下分为17个市镇：
- 瓦圖季內市鎮（烏克蘭語：Ватутінська міська громада）
- 茲韋尼霍羅德卡市鎮（烏克蘭語：Звенигородська міська громада）
- 塔利內市鎮（烏克蘭語：Тальнівська міська громада）
- 什波拉市鎮（烏克蘭語：Шполянська міська громада）
- 維利沙納市鎮（烏克蘭語：Вільшанська селищна громада (Черкаська область)）
- 葉爾基市鎮（烏克蘭語：Єрківська селищна громада）
- 卡泰里诺皮尔市镇（烏克蘭語：Катеринопільська селищна громада）
- 雷相卡市鎮（烏克蘭語：Лисянська селищна громада）
- 斯泰布利夫市鎮（烏克蘭語：Стеблівська селищна громада）
- 布然卡市鎮（烏克蘭語：Бужанська сільська громада）
- 維諾赫拉德市鎮（烏克蘭語：Виноградська сільська громада）
- 沃佳尼基市鎮（烏克蘭語：Водяницька сільська громада）
- 利普揚卡市鎮（烏克蘭語：Лип'янська сільська громада）
- 馬圖西夫市鎮（烏克蘭語：Матусівська сільська громада）
- 莫克拉卡利希爾卡市鎮（烏克蘭語：Мокрокалигірська сільська громада）
- 塞利謝市鎮（烏克蘭語：Селищенська сільська громада）
- 舍夫琴科韋市鎮（烏克蘭語：Шевченківська сільська громада (Черкаська область)）